# Faro di San Juan de Salvamento
Il faro della Fine del mondo (chiamato ufficialmente faro di San Juan de Salvamento) è situato nella parte nord-est dell'isola degli Stati, nel sud dell'Argentina. Realizzato su un'altura di 6 m, è a 60 m sul livello del mare.
È il faro più antico dell'Argentina e il primo ad essere costruito nelle acque australi: la sua costruzione è datata 1884. Il suo apparecchio luminoso fu dello stesso tipo usato più tardi nel faro Río Negro. La luce era proporzionata per 8 lampade a petrolio. Smise di funzionare il 1º ottobre 1902, giorno in cui iniziò a funzionare il faro Anno Nuovo, situato un poco più a nord, nell'isola Observatorio.
Jules Verne si ispirò ad esso nello scrivere il suo romanzo Il faro in capo al mondo, pubblicato postumo nel 1905.
Il faro originale rimase in rovina per decenni, ma recentemente è stato restaurato rispettando il disegno originale; è un edificio ottagonale, basso, ubicato su un promontorio roccioso, con la lanterna nella sua teca.
Attualmente, il faro più a sud è nell'isola di capo Horn (Cile) (dal 1991).

## Galleria d'immagini

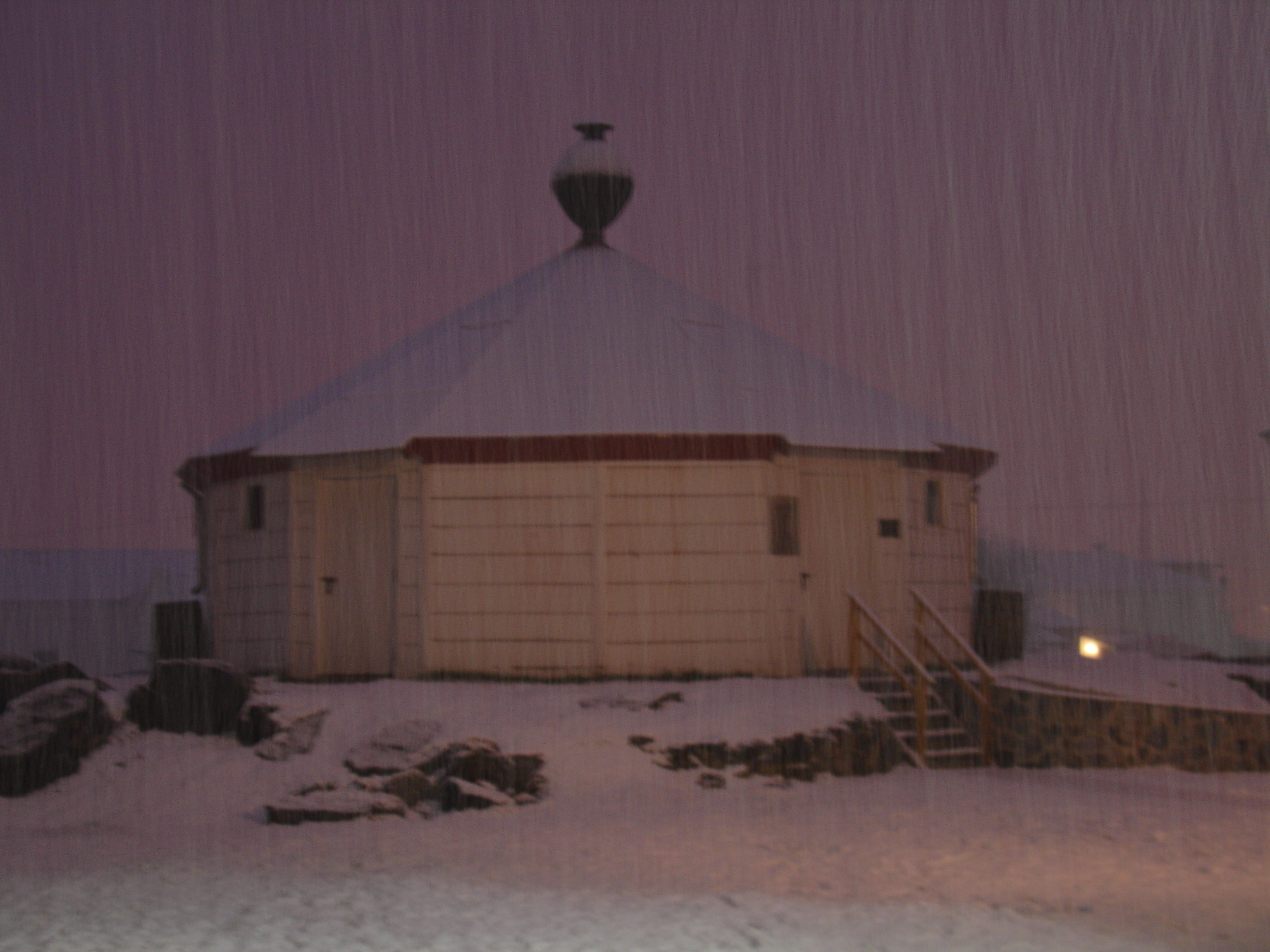
Ricostruzione del Faro, in scala, nel Museo marittimo di Ushuaia.